# Di qua dal Paradiso
Di qua dal Paradiso (This Side of Paradise) è il primo romanzo dello scrittore americano Francis Scott Fitzgerald. Largamente autobiografico, fu pubblicato nel 1920 a New York divenendo un cult-book per generazioni di lettori; secondo il critico letterario Edmund Wilson, il libro cerca di «scoprire un significato della vita». Rappresentando la vita dei laureandi di Princeton, che sfilano vestiti di flanella bianca, gli studenti pettinati con la scriminatura in mezzo e i capelli lisciati con l'acqua, i loro giochi erotici, Fitzgerald canta la più caduca di tutte le realtà: la giovinezza, i suoi momenti indimenticabili e inafferrabilmente fuggevoli, della generazione emersa dopo la Grande Guerra. Il libro è dunque un'anticipazione dei temi della gioventù che sarebbero riemersi poi nei successivi scritti dell'autore, a cominciare da Belli e dannati, che costituisce una sorta di continuazione del primo romanzo.

## Trama
Amory Blaine è un giovane nato nel 1896, lo stesso anno di Fitzgerald, ricco e affascinante che appartiene ad una famiglia irlandese cattolica della media borghesia.
La storia è quella della formazione del giovane che, fin da quando è adolescente, è ben cosciente della sua intelligenza, del suo fascino e del suo egoismo. Il giovane è competitivo e si impegna per ottenere il successo sociale leggendo poesie, discutendo di politica, di religione e di storia. Si innamora diverse volte con la convinzione che ogni volta debba essere "per l'eternità".
Frequenta la prestigiosa Università di Princeton ma la sua è un'esperienza deludente. Alla fine dei due anni trascorsi all'università, dopo l'illusione di un amore eterno con Isabelle, iniziano gli insuccessi scolastici, le ristrettezze economiche e altre delusioni d'amore, come quella per Clara, Rosalind ed Eleanor, tutte donne belle ed emancipate, che presto lo abbandonano lasciandolo a confrontarsi con sé stesso per comprendere il perché del fallimento dei suoi sogni.
Allo scoppio della prima guerra mondiale Amory viene inviato al fronte e quando ritorna a Princeton egli si rende conto che la sua giovinezza è terminata con la perdita delle illusioni e con tutti i suoi sogni infranti.
E se gli dei sono morti egli almeno conosce se stesso e malgrado tutto egli sembra accettare l'idea che l'uomo debba continuare a lottare per conoscere almeno se stesso.

Nell'explicit del romanzo l'autore scrive 

## Analisi dell'opera
Nel 1918, in una lettera all'amico Edmund Wilson, Fitzgerald aveva confidato i suoi sogni su un romanzo che stava scrivendo 
e infatti due anni dopo i suoi sogni divennero realtà quando, all'uscita del libro, tanti giovani statunitensi si rispecchiarono nel protagonista e condivisero con l'autore le sue sensazioni contribuendo a rendere il romanzo un vero best seller.
Il romanzo, pur avendo molte imperfezioni, rimane il documento significativo di un'epoca e la prima rivelazione di un grande e genuino talento.
La trama non consiste in una storia vera e propria ma in un insieme di episodi scritti sotto forma di autobiografia e di reportage storico-sociale.

### Gli spunti autobiografici
Frequenti sono nel romanzo gli spunti autobiografici. Nel personaggio di Amory, Fitzgerald proietta se stesso e le proprie esperienze anche se il giovane autore ha cercato di anteporre alla necessità autobiografica il bisogno di dare al suo personaggio uno sviluppo psicologico seguendo lo schema di molti scrittori statunitensi dell'epoca, come i melvilliani Benito Cereno e Billy Budd o Mark Twain di Huckleberry Finn oltre a prendere come modello il Joyce del romanzo Ritratto dell'artista da giovane oltre che quello dello scrittore inglese Compton Mackenzie in Sinister Street.
E se Amory rappresenta lo stesso Fitzgerald, Rosalind è la rappresentazione di Zelda, la spregiudicata Isabella ritrae Ginevra King, primo amore dello scrittore, la vedova Clara è Cecilia Taylor, una cugina di Fitzgerald, Burne Holiday incarna Henry Strater uno studente del secondo anno a Princeton, Thomas Parke D'Invilliers ritrae John Peale Bishop ch diventerà un famoso critico letterario, Father Darcy è indubbiamente padre Fay, colui che esercitò tanta influenza sul giovane Scott.

### I personaggi
Le figure di donna descritte nel romanzo, da Isabelle a Rosalind o a Eleanor si assomigliano e corrispondono tutte all'ideale femminile dell'autore. Splendide, costose diciannovenni, esse sono le flapper del momento. All'autore non interessa tanto coglierne i risvolti psicologici perché il suo scopo non è tanto quello di studiarne i sentimenti, l'interiorità e le sfumature, quanto quello di mettere in evidenza l'atmosfera di un'epoca e di una certa società con il suo linguaggio, le sue convenzioni e i suoi atteggiamenti.

### Lo stile
Scritto in una prosa limpida e lineare il romanzo non possiede una vera struttura unitaria ma è costruito da un insieme di versi, prosa, tecnica epistolare, dialoghi stringati sorretti da un tono deciso e vivace che indicano già il segno di un talento sicuro.

### I temi
I temi sono quelli che ritorneranno nelle opere più mature: il tema del denaro, della fanciulla desiderabile e impossibile da conquistare, il contrasto tra il sogno e la disillusione.

## Edizioni italiane
- Di qua dal Paradiso, Introduzione e traduzione di Fernanda Pivano, Milano, Arnoldo Mondadori Editore, 1952. - Milano, Garzanti, 1988;
- Al di qua del Paradiso, traduzione di Pier Francesco Paolini, Introduzione di Giancarlo Buzzi, Roma, Newton Compton, 1996. - a cura di Sara Antonelli, Collana UEF.I Classici, Milano, Feltrinelli, 2020.
- Di qua dal Paradiso, traduzione di e postfazione di Veronica Raimo, Prefazione di Sara Antonelli, Roma, Minimum fax, 2011.